# دنیل وبستر
دنیل وبستر (به انگلیسی: Daniel Webster) (۱۸ ژانویهٔ ۱۷۸۲ – ۲۴ اکتبر ۱۸۵۲) سیاستمدار آمریکایی بود که دو بار به عنوان نمایندهٔ نوهمپشر (۱۸۱۷–۱۸۱۳) و ماساچوست (۱۸۲۷–۱۸۱۳) در مجلس نمایندگان آمریکا، دو دوره به عنوان سناتور ایالت ماساچوست (۱۸۴۱–۱۸۲۷ و ۱۸۵۰–۱۸۴۵) و دو بار در کسوت وزیر امور خارجهٔ آمریکا در دوره‌های ریاست‌جمهوری ویلیام هنری هریسون و جان تایلر (۱۸۴۳–۱۸۴۱) و میلارد فیلمور (۱۸۵۲–۱۸۵۰) خدمت گزارد. او همچنین سه بار در سال‌های ۱۸۳۶، ۱۸۴۰، و ۱۸۵۲ کوشید تا نامزد حزب ویگ برای انتخابات ریاست‌جمهوری آمریکا شود که هر سه بار در رقابت‌های درون‌حزبی شکست خورد. دو مرتبهٔ آخر پیشنهاد نامزد پیروز حزب مبنی بر تصدی پست معاونت ریاست‌جمهوری در صورت پیروزی در رقابت‌های میان‌حزبی را رد کرد. از قضا هر دوی آنان پیروز نهایی رقابت‌های انتخاباتی شدند و به کاخ سفید راه یافتند و هر دوی آنان هم پیش از آنکه دوره‌شان به سر رسد درگذشتند. اگر وبستر پیشنهاد حداقل یکی از آن‌ها را پذیرفته بود طبق قانون می‌توانست به عنوان رئیس‌جهور آمریکا سوگند یاد کند.